# Pasur (Erode)
Pasur es una ciudad y nagar Panchayat situada en el distrito de Erode en el estado de Tamil Nadu (India). Su población es de 3670 habitantes (2011).

## Demografía
Según el censo de 2011 la población de Pasur era de 3670 habitantes, de los cuales 1796 eran hombres y 1874 eran mujeres. Pasur tiene una tasa media de alfabetización del 70,47%, inferior a la media estatal del 80,09%: la alfabetización masculina es del 79,98%, y la alfabetización femenina del 61,23%.